# Museu Ludwig
El Museu Ludwig és un museu d'art contemporani de la ciutat de Budapest fundat l'any 1989. El museu té una superfície de 3300 m² i ocupa 4 plantes a prop del Teatre Nacional d'Hongria, al costat del Danubi de Pest. Compta amb un arxiu i una biblioteca especialitzada. La base de la col·lecció són les obres donades pel matrimoni alemany Peter (1925-1996) i Irene Ludwig (1927-2010).

## Història
El 1989, Peter i Irene Ludwig van donar 70 obres d'art contemporani internacional a la Galeria Nacional d'Hongria i en van cedir 96 més en dipòsit permanent. La Galeria Nacional d'Hongria va afegir obres d'art contemporànies de la seva pròpia col·lecció, creant així els fonaments del museu d'art contemporani que es va anomenar per primera vegada Ludwig Múzeum Budapest en honor a la parella col·leccionista d'art.
Amb el pas dels anys, la col·lecció de quadres de Picasso dels Ludwig, d'unes 800 peces, va esdevenir la més gran del món. Tanmateix, la parella també va començar a col·leccionar pintures d'artistes de la República Democràtica Alemanya, la Unió Soviètica, Bulgària i Hongria. Avui dia, la major part de la col·lecció Picasso es troba al Museu Ludwig de Colònia. El Museu Ludwig de Budapest va rebre tres quadres del Picasso tardà i una sèrie de làmines decorades amb escenes de curses de braus.
Després de la mort de la parella, la Fundació Ludwig continua operant des de la ciutat alemanya d'Aquisgrà. A Budapest, el Museu Ludwig va obrir al públic per primera vegada al Castell de Buda el 1991. La seva exposició permanent inclou peces d'Andy Warhol, Claes Oldenburg, Roy Lichtenstein, Robert Rauschenberg, Georg Baselitz, A. R. Penck, Jörg Immendorff i Markus Lüpertz. El 1996, va reobrir amb el nom de Ludwig Múzeum - Kortárs Művészeti Múzeum, i el 2005 es va traslladar a la seva ubicació actual.